# 日方一夫
日方 一夫（、1918年〈大正7年〉7月21日 - 没年不詳）は、日本の元俳優。東京市日本橋区出身。中央学院大学中央高等学校卒。本名は松永 亥太郎（）。

## 来歴・人物
東宝の専属俳優として、ジャンルを問わず多くの作品に出演。目元と口元が特徴である。
1971年、専属俳優一斉解雇の際に俳優を引退。
同じ専属俳優の加藤茂雄によると、東宝専属廃止の際に組合リーダーとして会社側と談判したが、継続希望の加藤たちとは違い、退職金目当ての立場だったという。
趣味は水泳、油絵。

## 出演作品

### 映画
- 空気の無くなる日（1949年）
- 女の四季（1950年）
- 戦国無頼（1952年）
- 太平洋の鷲（1953年） - 飛龍整備員[6]
- ゴジラシリーズ [注釈 2]
  - ゴジラ（1954年） - 対策本部員[2][5][7]
  - キングコング対ゴジラ（1962年） - 調査団団員[4]
  - モスラ対ゴジラ（1964年） - 県会議員の秘書[1][7]、毎朝新聞記者[要出典]
  - 三大怪獣 地球最大の決戦（1964年） - サルノ王女の随行員[3]、寿山号の記者、上野公園の記者、大臣、国会の聴衆[要出典]
  - 怪獣大戦争（1965年） - 宇宙局局員[7]
  - 怪獣総進撃（1968年） - 国連科学委員会技師[7]
- 透明人間（1954年） - 宣伝会社社員、朝夕新聞社員[要出典][注釈 2]
- 不滅の熱球（1955年） - 吉原正喜
- 獣人雪男（1955年） - 軽便鉄道の駅員[要出典][注釈 2]
- 殉愛（1956年）
- 空の大怪獣 ラドン（1956年）
- 星空の街（1957年） - 医師
- 地球防衛軍（1957年） - 第2ベーター号乗員[要出典][注釈 2]
- 続ちゃっきり金太（1958年） - 船頭
- 変身人間シリーズ[注釈 2]
  - 美女と液体人間（1958年） - 「ホムラ」の酔客、警視庁幹部[2]
  - 電送人間（1960年） - ボーイ
  - ガス人間第一号（1960年） - 銀行員、野次馬[要出典]
  - マタンゴ（1963年） - 視察団[8]
- 隠し砦の三悪人（1958年） - 足軽
- 日本誕生（1959年） - 相模国の民[要出典][注釈 2]
- 宇宙大戦争（1959年） - 記者[要出典][注釈 2]
- 女が階段を上る時（1960年）- 銀行員[注釈 2]
- 暗黒街シリーズ
  - 暗黒街の対決（1960年） - ロコの客
  - 暗黒街の弾痕（1961年） - 銀行から出て来る通行人、パロゾンの客[注釈 2]
- モスラ（1961年） - ショーの観客[要出典]、防衛軍総監[1][注釈 3]
- 紅の海（1961年） - 海上保安部の保安官 [注釈 2]
- 世界大戦争（1961年） - 政府関係者[要出典][注釈 2]
- 若大将シリーズ
  - 銀座の若大将（1962年） - 客[注釈 2]
  - 日本一の若大将（1962年） - 水上スキー・コンテストの関係者[注釈 2]
  - レッツゴー!若大将（1966年） - 店のマネージャー[注釈 2]
- 太平洋の翼（1963年） - 硫黄島の士官[要出典] [注釈 2]
- 青島要塞爆撃命令（1963年） - 艦隊参謀[要出典][注釈 2]
- 海底軍艦（1963年） - 防衛庁幹部[要出典][注釈 2]
- 社長漫遊記（1963年） - 太陽ペイントの部課長[注釈 2]
- 君も出世ができる（1964年） - 東和観光社員、シャレードの客[注釈 2]
- 宇宙大怪獣ドゴラ（1964年） - 東京の野次馬、自衛隊員[要出典][注釈 2]
- フランケンシュタイン対地底怪獣（1965年） - 記者[要出典][注釈 2]
- 太平洋奇跡の作戦 キスカ（1965年） - 朝雲の艦長[要出典][注釈 2]
- クレージー映画
  - 大冒険（1965年） - クラブサハラの客、雑誌を買う男[注釈 2]
  - クレージーメキシコ大作戦（1968年） - クラブの客[注釈 2]
  - 日本一の裏切り男（1968年） - 野党代議士
  - クレージーの大爆発（1969年） - 警官[注釈 2]
- けものみち（1965年） - 会見場の記者
- キングコングの逆襲（1967年） - 警備本部員[要出典] [注釈 2]
- 乱れ雲（1967年）
- 連合艦隊司令長官 山本五十六（1968年） - 漁村の男[9][注釈 2]

### テレビドラマ
- ウルトラシリーズ
  - ウルトラQ 第12話「鳥を見た」（1966年） - 港市警察署・警部補
  - ウルトラマン 第21話「噴煙突破せよ」（1966年） - 防衛隊隊長
  - 帰ってきたウルトラマン 第14話「二大怪獣の恐怖 東京大龍巻」（1971年） - 地球防衛庁参謀 [注釈 2]